# Kamenný vrch
Kamenný vrch este o arie protejată (arie specială de conservare — SAC, sit de importanță comunitară — SCI) din Republica Cehă întinsă pe o suprafață de 13,78 ha, integral pe uscat.

## Localizare
Centrul sitului Kamenný vrch este situat la coordonatele 49°10′54″N 16°33′18″E / 49.181667°N 16.555°E.

## Înființare
Situl Kamenný vrch a fost declarat sit de importanță comunitară în aprilie 2005 pentru a proteja 1 specie de plante. Situl a fost protejat și ca arie specială de conservare în iulie 2012.

## Biodiversitate
Situată în ecoregiunea continentală, aria protejată nu include niciun habitat protejat.
La baza desemnării sitului se află o specie protejată de  plante: sisinei (Pulsatilla grandis).